# 김득수 (1938년)
김득수(1938년 9월 1일~2004년 9월 17일)는 대한민국의 정치인이다. 제12·13대 국회의원을 지냈다.

## 역대 선거 결과
|  | 0.74% |

|  | 11.96% |

|  | 33.42% |

|  | 38.82% |

|  | 0.67% |

|  | 3.58% |